# Abelardo Olivier
Abelardo Olivier, född 9 november 1877 i Portogruaro, död 24 januari 1951 i Milano, var en italiensk fäktare.
Olivier blev olympisk guldmedaljör i florett och värja vid sommarspelen 1920 i Antwerpen.